# Un romance, un marchoso y una vaca en el jardín
Un romance, un marchoso y una vaca en el jardín es el quinto episodio de la primera temporada de la serie de televisión La que se avecina. Su primer pase en televisión fue en Telecinco el 20 de mayo de 2007, estrenándose con un 21,8% de cuota de pantalla y 3.593.000 espectadores.

## Argumento
La muerte de la hermana de Doña Charo deja helados a la familia Pastor, pues ha dejado de herencia a su hermana una vaca y unas gallinas, que deben cuidar en su jardín. Nada más verlos, los vecinos alertan al presidente de la comunidad que han montado una granja en el jardín.
Posteriormente dejan de quejarse, ya que la vaca comienza a producir una leche ecológica y Araceli se la regala a sus vecinos. Después, por la crisis familiar debido a la falta de dinero, comienzan a cobrar por la leche, y Araceli consigue pagar a los empleados de su peluquería.
Leo, el vicepresidente de la comunidad, pone de los nervios a Javi, por lo que deciden entre él y Lola buscarle una pareja, que es Cris. Hacen una cena juntos, y al final acaba Cris borracha y pasando la noche con Leo.
Izaskun y Mari Tere se han comprado un coche, pero no tienen carné de conducir, por lo que piden ayuda a Maxi, que les enseña a conducir. Pierden el tique, y chantajean al controlador de un aparcamiento de un supermercado haciéndose pasar por unas débiles ancianas.

## Reparto

### Principal
- Malena Alterio como Cristina Aguilera
- Fabio Arcidiácono como Fabio Sabatani
- Ricardo Arroyo como Vicente Maroto
- Mariví Bilbao como Izaskun Sagastume
- Carlota Boza como Carlota Rivas Figueroa
- Fernando Boza como Nano Rivas Figueroa
- Beatriz Carvajal como Goya Gutiérrez
- Pablo Chiapella como Amador Rivas
- Adrià Collado como Sergio Arias
- Gemma Cuervo como Mari Tere Valverde
- Rodrigo Espinar como Rodrigo Rivas Figueroa
- Eduardo García Martínez como Fran Pastor Madariaga
- José Luis Gil como Enrique Pastor
- Eduardo Gómez Manzano como Máximo Angulo
- Macarena Gómez como Lola Trujillo
- Elio González como Eric Cortés
- Nacho Guerreros como Coque Calatrava
- Eva Isanta como Maite Figueroa
- Sofía Nieto como Sandra Espinosa
- Isabel Ordaz como Araceli Madariaga
- Guillermo Ortega como Joaquín Arias
- Antonio Pagudo como Javier Maroto
- Emma Penella como Doña Charo de la Vega
- Vanesa Romero como Raquel Villanueva
- Roberto San Martín como Silvio Ramírez
- Jordi Sánchez como Antonio Recio
- Luis Miguel Seguí como Leonardo Romaní
- Nathalie Seseña como Berta Escobar

### Episódico
- Luis Turel como el vendedor.
- Enrique Metola como el inspector.
- Jaime Linares como Julián
- Juan Alberto de Burgos como el veterinario.